# (11112) Cagnoli
(11112) Cagnoli ist ein Asteroid des Hauptgürtels, der am 18. November 1995 am Osservatorio Madonna di Dossobuono (IAU-Code 560) in Villafranca di Verona in der Provinz Verona entdeckt wurde.
Namensgeber des Asteroiden ist der italienische Astronom Antonio Cagnoli (1743–1816).